# Mordellistena rufiventris
Mordellistena rufiventris är en skalbaggsart som beskrevs av Helmuth 1864. Mordellistena rufiventris ingår i släktet Mordellistena och familjen tornbaggar. Inga underarter finns listade i Catalogue of Life.